# Skyscraper Souls
Pour plus de détails, voir Fiche technique et Distribution.
Skyscraper Souls est un film américain réalisé par Edgar Selwyn et sorti en 1932.

## Synopsis
Le film décrit les aspirations, la vie quotidienne et les tragédies que vivent différentes personnes dans une tour de 100 étages situé à Manhattan.

## Fiche technique
- Réalisation : Edgar Selwyn
- Scénario : C. Gardner Sullivan, d'après Skyscraper de Faith Baldwin paru en 1931[1]
- Dialogues : Elmer Blaney Harris
- Production : Cosmopolitan Productions
- Distributeur : Metro-Goldwyn-Mayer
- Photographie : William H. Daniels
- Musique : Nathaniel Shilkret
- Montage : Tom Held
- Durée : 99 minutes
- Date de sortie : 
  - USA : 16 juillet 1932

## Distribution
- Warren William : David « Dave » Dwight
- Maureen O'Sullivan : Lynn Harding
- Gregory Ratoff : Mr Vinmont
- Anita Page : Jenny LeGrande
- Verree Teasdale : Sarah Dennis
- Norman Foster : Tom Shepherd
- George Barbier : Charlie Norton
- Jean Hersholt : Jacob « Jake » Sorenson
- Wallace Ford : Slim
- Hedda Hopper : Ella Dwight
- Larry Steers : un invité